# 샌드빅
샌드빅(Sandvik)은 광업, 암석 굴착, 암석 드릴링, 암석 가공(분쇄 및 스크리닝), 금속 절단 및 기계가공을 위한 제품 및 서비스를 전문으로 하는 스웨덴의 다국적 엔지니어링 기업이다. 이 회사는 1862년 스웨덴 예블레보리주에서 설립되었다. 2023년에는 약 41,000명의 직원과 1,270억 SEK의 매출을 올렸으며 약 170개국에서 매출을 올렸다.